# Avraham Danzig
Avraham Danzig (1748-1820) (en hebreo: אברהם דנציג) fue un rabino y un posek (decisor legal). Es más conocido por ser el autor de las obras sobre la ley judía (Halajá) llamados Chayei Adam y Chochmat Adam.

## Biografía
Danzig nació en Danzig (Gdansk), en Polonia, en 1748, en una prominente familia rabínica. Cuando tenía catorce años, su padre lo envió a estudiar a la yeshivá de Praga, después de exigirle que no se mezclara con los modernos, quienes gradualmente iban cobrando importancia a través de la influencia de Moses Mendelssohn.  
Danzig estudió en Praga durante cuatro años con el Rabino Yechezkel Landau y con el Rabino Joseph Liebermann. Le ofrecieron un puesto como rabino en Vilna, pero se negó, ganándose la vida como comerciante (frecuentando las ferias de Leipzig y Königsberg, a las que se hace referencia en sus escritos). Solamente en sus últimos años, y después de haber perdido casi toda su fortuna en la explosión de un almacén de pólvora, aceptó el puesto de Dayán (juez) en Vilna, donde prestó servicio hasta 1812. Murió allí el 12 de septiembre de 1820. 
Danzig es una de las tres autoridades en las que Shlomo Ganzfried basó sus decisiones al escribir el Kitzur Shulján Aruj.

## Obras
Danzig fue el autor de varias obras y es especialmente conocido por ser el autor del Chayei Adam y del Chochmat Adam, sus obras de Halajá que cubren las leyes del Shulján Aruj que tratan sobre la vida cotidiana.
Chayei Adam (en hebreo: חיי אדם) (en español: "La vida del hombre") se ocupa de las leyes discutidas en la sección Oraj Jaim del Shulján Aruj. El libro está dividido en 224 secciones: 69 de ellas tratan sobre la conducta diaria y la oración judía, y 155 de ellas tratan sobre el Shabat y las fiestas judías. En esta obra, Danzig recopiló y seleccionó el material de los sabios Ajaronim que eran expertos en el campo de la ley religiosa judía, la Halajá. Danzig recopiló el material que se había escrito durante más de dos siglos y medio desde la aparición del Shulján Aruj.  
El Chayei Adam fue pensado principalmente para que lo estudiaran también los laicos, y no solamente los estudiosos y eruditos rabínicos. La obra fue redactada de una manera fácilmente accesible. La obra paralela Nishmat Adam, fue publicada junto con el Chayei Adam, el libro analiza los problemas de la Halajá en mayor profundidad. Las dos obras se suelen imprimir juntas. En muchas ciudades, los judíos formaron sociedades de estudio con el propósito de estudiar el Chayei Adam. 
Chochmat Adam (en hebreo: חכמת אדם) (en español: "La sabiduría del hombre"), de una manera similar, analiza las leyes de la sección Yoré Deá del Shulján Aruj, así como las leyes de las secciones Even HaEzer y Joshen Mishpat, correspondientes a la vida cotidiana. Chochmat Adam fue escrito en consulta con dos de los más grandes eruditos de la Torá de la época: Jaim de Volozhin y Yaakov de Lisa.  
La autoridad de estas obras se evidencia por el hecho de que el Rabino Jaim de Volozhin, conocido por su oposición a los compendios de Halajá, otorgó su aprobación a la obra (con la condición de que cada sección se cotejara con el Shulján Aruj para permitir un estudio adicional).
Estas obras son una de las tres fuentes del Kitzur Shulján Aruj. Las opiniones legales del Chayei Adam se citan a menudo en las obras rabínicas posteriores, especialmente en la Mishna Berura. Danzig también escribió Tefilah Zakah, una oración penitencial recitada por muchos judíos en la víspera de Yom Kipur. Otras obras de Danzig son: 
- Zichru Torat Moshe - una introducción a las leyes de Shabat.

- Kitzur Sefer Haredim: un compendio del clásico Sefer Haredim del Rabino Elazar Ezkari.

- Toldot Adam: un comentario sobre la Hagadá de Pesaj.